# Освальдо Кастро
Освальдо Кастро (ісп. Osvaldo Castro, нар. 17 жовтня 1948, Копіапо) — чилійський футболіст, що грав на позиції нападника.
Виступав, зокрема, за клуби «Америка» та «УНАМ Пумас», а також національну збірну Чилі.

## Клубна кар'єра
У дорослому футболі дебютував 1965 року виступами за команду «Уніон Ла-Калера», в якій провів три сезони, взявши участь у 95 матчах чемпіонату, в яких забив 71 гол.
Протягом 1969—1971 років захищав кольори клубу «Депортес Консепсьйон» і у 1970 році він став найкращим бомбардиром чилійської ліги з 36 голами.
Своєю грою за останню команду привернув увагу представників тренерського штабу клубу «Америка», до складу якого приєднався 1972 року. Відіграв за команду з Мехіко наступні чотири сезони своєї ігрової кар'єри. Більшість часу, проведеного у складі «Америки», був основним гравцем атакувальної ланки команди і одним з головних бомбардирів команди, маючи середню результативність на рівні 0,56 гола за гру першості. Кастро виграв з командою Кубок Мексики в 1974 році. Окремо того ж року, забивши 26 голів, він став найкращим бомбардиром мексиканської Прімери .
Згодом виступав у Мексиці у складі команд «Халіско», «Депортіво Неса» та «Атлетіко Потосіно».
1982 року перейшов до клубу «УНАМ Пумас», за який відіграв 2 сезони. Граючи у складі «УНАМ Пумас» також здебільшого виходив на поле в основному складі команди. Завершив професійну кар'єру футболіста виступами за команду «УНАМ Пумас» у 1984 році.

## Виступи за збірну
30 листопада 1966 року дебютував в офіційних матчах у складі національної збірної Чилі у відбірковому матчі до чемпіонату Південної Америки 1967 року проти збірної Колумбії. В тому матчі, що завершився з рахунком 5:2, Кастро забив два голи. Зігравши і в матчі відповіді (0:0), Кастро допоміг команді кваліфікуватись до фінальної стадії, що пройшла у січні в Уругваї. На цьому турнірі Кастро зіграв в усіх п'яти іграх і виграв бронзові нагороди.
Згодом у складі збірної був учасником чемпіонату світу 1974 року у ФРН, але там на поле не виходив.
Свій останній матч за збірну Кастро зіграв у відбірковому турнірі до чемпіонату світу 1978 року проти збірної Перу 26 березня 1977 року, той матч чилійці програли з рахунком 0:2, через що не змогли вийти у фінальний турнір. Загалом протягом кар'єри у національній команді, яка тривала 12 років, провів у її формі 28 матчів, забивши 7 голів.

## Титули і досягнення

### Командні
Збірна Чилі
- Бронзовий призер чемпіонату Південної Америки: 1967

«Америка» (Мехіко)
- Срібний призер чемпіонату Мексики: 1972
- Володар Кубка Мексики: 1974

### Особисті
- Найкращий бомбардир чемпіонату Чилі: 1970 (36 голів)
- Найкращий бомбардир чемпіонату Мексики: 1973/74 (26 голів)
- 6-е місце в списку кращих бомбардирів чемпіонату Мексики всіх часів: 217 голів